# 土耳其斯坦山脈
，橫貫吉爾吉斯斯坦、塔吉克斯坦和烏茲別克斯坦的一条東西走向的山脈，东西长約320公里。该山脉是吉爾吉斯斯坦和塔吉克斯坦的界山。